# Esercizio di un diritto
L'esercizio di un diritto, nel diritto penale italiano, è una causa di giustificazione prevista dal codice penale italiano.

## Normativa
Ai sensi dell'art. 51 del codice penale: " L'esercizio di un diritto o l'adempimento di un dovere imposto da una norma giuridica o da un ordine legittimo della pubblica autorità, esclude la punibilità". Non può quindi essere punito chi nell'esercizio di un diritto, compia atti o fatti che integrino una fattispecie preveduta dalla legge come reato.
Un'applicazione che ha tratto ispirazione dalla massima facente parte del diritto romano, dal latino qui iure suo utitur, neminem laedit (lett. Colui che esercita un proprio diritto, non lede nessuno). Infatti la ratio della non punibilità va ricercata nel principio di non contraddizione dell'ordinamento giuridico che non può concedere la facoltà di agire e al tempo stesso vietare l'esercizio di quella stessa facoltà.
La minaccia dell'esercizio di un diritto può essere considerata violenza, in caso questo diritto venga prospettato con il fine di ottenere vantaggi ingiusti. Questo è stabilito dall'art. 1438 del Codice civile italiano.

## Analisi
Questa esimente è una delle più controverse sotto il profilo dell'applicazione, poiché l'art. 51 non indica quando la norma su cui si fonda il diritto debba ritenersi prevalente rispetto alla norma penale incriminatrice. Il problema sorge perché in taluni casi è la norma penale ad avere prevalenza sulla norma che fonda il diritto esercitato. Infatti, perché tale norma possa operare, non è sufficiente che si attribuisca un diritto ma è necessario, allo stesso tempo, che possa essere esercitato mediante l'azione arrecante reato. Si può prendere in esame il caso di un giornalista che, nell'esercizio del diritto di cronaca, abbia anche leso l'onore di una persona. Entrambi sono diritti garantiti dall'ordinamento, ma confliggono nel momento in cui si debba valutare a quale di essi vada la prevalenza e a quale di essi avrebbe dovuto darla l'agente nel momento dell'azione.

### Testi normativi di riferimento
- Codice penale
- Codice civile